# Staré Třebechovice
Staré Třebechovice : vlastivědný sborníček pro Třebechovice a okolí byl sborník, vydávaný Vilémem Kolešem v letech 1929–1941 v Třebechovicích pod Orebem. Sborníky tiskla tiskárna J. Jarkovského v Třebechovicích. Celkem vyšlo 35 čísel. Sborník číslo 36 z roku 1941 již tiskem nevyšel. V dědictví po učiteli a třebechovickém kronikáři Janu Kabaštovi se ale dochoval kartáčový otisk s Kolešovými korekturami, podle kterého bylo toto poslední číslo vydáno dědicem, panem Jiřím Kabaštou v roce 2000.
Sborníky obsahují články týkající se dějin města Třebechovic a okolí, jako jsou: kronikářské záznamy, výpovědi pamětníků, citace dobového tisku, záznamy místních legend a pověstí a další materiály místopisné a vlastivědné povahy.